# Voz áspera
La voz áspera, también llamada voz ventricular o (en algunos registros de tonos altos ) voz pulsada , es la producción de sonidos del habla (típicamente vocales) con una cavidad laríngea constreñida , lo que generalmente implica coarticulación epiglotal . La voz áspera incluye el uso de los pliegues ventriculares (las cuerdas vocales falsas) para humedecer la glotis de una manera similar a lo que sucede cuando una persona habla mientras levanta una carga pesada o, si el sonido no tiene voz, como cuando se aclara la garganta. Contrasta con la voz faucalizada , que implica la expansión de la laringe.
Cuando la coarticulación epiglotal se convierte en una vibrante múltiple , las vocales se llaman estridentes .
No hay símbolo para la voz áspera en el IPA . Los signos diacríticos que se ven en la literatura incluyen la tilde inferior utilizada para la voz chirriante, que puede ser apropiada cuando la ambigüedad no es un problema, la tilde inferior doble utilizada como diacrítico ad hoc para las vocales estridentes, que pueden ser alofónicas con ásperas voz y un subrayado ad hoc . En VoQS , los símbolos de calidad de voz posiblemente relevantes son {V! } ("voz áspera"), {V!! } ("fonación ventricular") y {V͈} ("fonación presionada/voz tensa"), pero estos normalmente solo se colocan en una V mayúscula para "voz". En el uso de VoQS, la "voz áspera" no implica la vibración de los pliegues ventriculares, mientras que en la voz "presionada" o "tensa" los cartílagos aritenoides se aducen de modo que solo vibran las cuerdas vocales del ligamento anterior. El asterisco, IPA para articulaciones que no tienen símbolos existentes, también podría usarse: ⟨ ◌͙ ⟩ .
El idioma Bai tiene vocales ásperas ("presionadas") y estridentes como parte de su sistema de registro, pero no son contrastantes.
El dialecto Bor de Dinka tiene una voz modal contrastante, entrecortada, faucalizada y áspera en sus vocales, así como tres tonos. (Los signos diacríticos ad hoc empleados en la fuente son un subíndice de comillas dobles para voz faucalizada, [a͈] , y subrayado para voz áspera, [a̠] , un signo diacrítico que indica retracción en el IPA). Los ejemplos son,
| Fonación    | IPA  | Significado |
| ----------- | ---- | ----------- |
| modal       | tɕìt | diarrea     |
| Murmurada   | tɕì̤t | adelante    |
| Dura        | tɕì᷽t | escorpiones |
| faucalizada | tɕì͈t | tragar      |